# Михаил Малеин
Михаил Малеин (грч. Μιχαήλ Μαλείνος) је био православни светитељ и подвижник.
Рођен је око 894. године, у Харсианској области у Кападокији. Рођено име му је било Мануил. Био је блиски рођак грчкога цара Нићифора Фоке. У својој 18-тој години се повукао на гору Малеа, код Свете горе и ту се замонашио, узевши име Михаил.
Био је учитељ светог Атанасија Атонског, основача знамените Велике лавре на Атосу.
Умро је 963. године.
Православна црква прославља преподобног Михаила Малеина 12. јула по јулијанском календару.